# Niesnaschin
Niesnaschin (polnisch Nieznaszyn) ist ein Ort in der Landgemeinde Czissek (Cisek) im Powiat Kędzierzyńsko-Kozielski  der Woiwodschaft Opole (Oppeln) in Polen.

## Geographie
Niesnaschin liegt sechs Kilometer südlich von Czissek, 13 Kilometer südlich von Kędzierzyn-Koźle und 52 Kilometer südlich von Opole (Oppeln).

## Geschichte

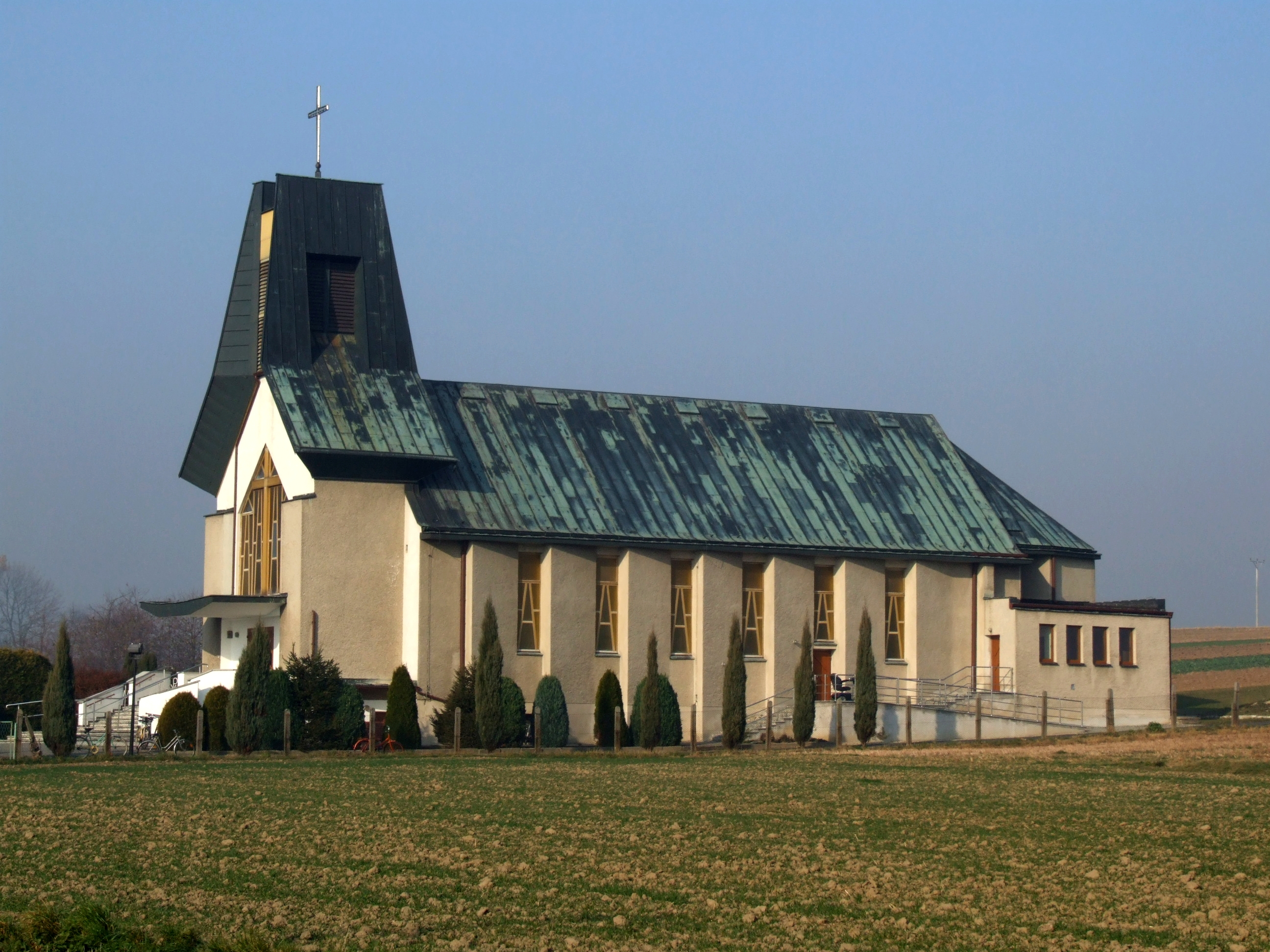
Kirche in Niesnaschin

Der Ort wurde 1376 gegründet und erstmals als Nieznassin erwähnt. 1532 hieß der Ort Nietznaschin.
Bei der Volksabstimmung am 20. März 1921 stimmten 178 Wahlberechtigte für einen Verbleib bei Deutschland und 77 für Polen. Niesnaschin verblieb beim Deutschen Reich. 1936 wurde der Ort in Scheinau umbenannt. Bis 1945 befand sich der Ort im Landkreis Cosel.
1945 kam der bisher deutsche Ort unter polnische Verwaltung, wurde in Nieznaszyn umbenannt und der Woiwodschaft Schlesien angeschlossen. 1950 wurde Niesnaschin Teil der Woiwodschaft Oppeln und 1999 des wiedergegründeten Powiat Kędzierzyńsko-Kozielski. Am 11. Oktober 2007 erhielt der Ort zusätzlich den amtlichen deutschen Ortsnamen Niesnaschin, im September 2008 wurden zweisprachige Ortsschilder aufgestellt.